# Phiala patagiata
Phiala patagiata är en fjärilsart som beskrevs av Aurivillius 1911. Phiala patagiata ingår i släktet Phiala och familjen Eupterotidae. Inga underarter finns listade i Catalogue of Life.